# Eliakim Coulibaly
Wilfred Eliakim Coulibaly (* 5. Mai 2002 in Abidjan) ist ein ivorischer Tennisspieler.

## Persönliches
Coulibaly wurde ab 2015 in seiner Zeit als Junior im ITF High Performance Tennis Centre in Marokko trainiert. Er erhielt dort ein Stipendium. Nach dem Ende seiner Zeit als Junior trainierte er an der Mouratoglou Tennis Academy. Die zweimalige Grand-Slam-Siegerin Mary Pierce fungiert als seine Mentorin.

## Karriere
Coulibaly spielte zwischen 2017 und 2020 auf der ITF Junior Tour, wo er sechs Einzel- und vier Doppeltitel gewann. Der größte Titel war dabei der Erfolg im Doppel in Kapstadt 2019, ein Turnier der zweithöchsten Kategorie. Dreimal nahm er an Grand-Slam-Turnieren teil, wo er im Einzel 2020 einmal bei den French Open die zweite Runde erreichte. In der Junioren-Rangliste ist Platz 16 seine höchste Notierung. Zusammen mit Khololwam Montsi aus Südafrika standen damit Anfang 2020 erstmals zwei Spieler des afrikanischen Kontinents in den Top 20 der Junioren.
Coulibaly spielte sein erstes Profiturnier im Jahr 2019, als er auch die ersten Punkte für die Tennisweltrangliste sammelte. Außerdem war er bei den Afrikaspielen aktiv, wo er im Einzel das Achtelfinale erreichte. 2021 erreichte er auf der drittklassigen ITF Future Tour, wo er hauptsächlich spielte, sein erstes Endspiel. Bis zum Jahresende gewann er im Einzel die ersten zwei Titel., womit er das Jahr auf Platz 640 und damit fast 1000 Plätze höher als im Vorjahr beendete. Mit zwei aufeinanderfolgenden Future-Titeln Anfang 2022 wurde er alleiniger Rekordhalter für sein Heimatland. Nur Valentin Sanon (3) und Claude N’Goran (1) gewannen neben ihm Titel auf der Future Tour. Die Brüder Claude und Clément N’Goran waren mit den Positionen 200 respektive 252 höher als er platziert. Im weiteren Jahresverlauf kamen jeweils ein Einzel- und der erste Doppeltitel hinzu. Das erste Mal kam er zudem in Pau zu einem Einsatz auf der ATP Challenger Tour, wo er im Doppel die erste Runde überstand. In beiden Ranglisten erreichte er neue Bestwerte. Anfang 2023 stand er im Doppel auf seinem Karrierehoch von Rang 604.
Coulibaly verbesserte sich 2023 kaum. Er gewann seinen sechsten Einzeltitel und stand in zahlreichen Halbfinals. Höhepunkt war sein erster Matcherfolg bei einem Challenger in Saint-Tropez. Er schlug die Nummer 147 der Welt Antoine Escoffier in drei Sätzen, bevor er gegen Michael Mmoh ausschied. Bei den Afrikaspielen 2023 gewann er mit der Herrenmannschaft die Bronzemedaille und erreichte im Einzel Platz 5.
2024 wurde sein bis dato bestes Jahr. Erstmals gewann er vier Einzel- und einen Doppeltitel. Mehrmals qualifizierte er sich nun für Challengers, wo er in Orléans mit Quentin Halys überraschend einen Spieler der Top 100 besiegte. Größter Erfolg wurde das Erreichen des Halbfinals beim Challenger in Brazzaville. Sein Karrierehoch steigerte er auf Rang 338.
Coulibaly spielt seit 2021 in 13 Begegnungen für die ivorische Davis-Cup-Mannschaft, für die er eine Bilanz von 15:5 vorweist.

## Erfolge
| Legende (Anzahl der Siege) |
| Grand Slam                 |
| ATP Finals                 |
| ATP Tour Masters 1000      |
| ATP Tour 500               |
| ATP Tour 250               |
| ATP Challenger Tour (1)    |

### Einzel

#### Turniersiege
| Nr. | Datum          | Turnier | Belag     | Finalgegner | Ergebnis       |
| --- | -------------- | ------- | --------- | ----------- | -------------- |
| 1.  | 27. April 2025 | Abidjan | Hartplatz | Aziz Dougaz | 6:73, 6:4, 6:4 |